# Rachel Cheigam
Rachel Cheigam (* 24. Januar 1917 in Petrograd, Russisches Kaiserreich; † 23. März 2018 in Garches, Frankreich) war eine französische Widerstandskämpferin und Journalistin jüdischen Glaubens.

## Familie
Rachel Cheigams Vater war Schmuckhändler und floh während der bolschewistischen Revolution über Lettland und Deutschland nach Frankreich. 1924 ließ sich die Familie in Paris nieder.

## Zweiter Weltkrieg und Résistance
Aufgrund einer Warnung konnte die Familie der Razzia des Wintervelodroms 1942 entkommen. Als Kurierin arbeitete Rachel Cheigam gemeinsam mit Simone Wolf, der Sozialassistentin der Organisation Union générale des israélites de France in Pau. In der Folgezeit verteilte Rachel mit ihrer Schwester Nelly falsche Papiere, verrichtete nachrichtendienstliche Aufgaben, schmuggelte Waffen und Munition für bevorstehende militärische Operationen. Bis zur Befreiung war sie als Verbindungsagentin an militärischen Einsätzen der jüdischen Armee (AJ) und des Netzes „Anti-Axe“ beteiligt.

## Nach der Résistance
Rachel Cheigam wurde 1946 mit der Médaille de la Résistance ausgezeichnet. 1947 heiratete sie Mendel Grunstein, mit dem sie einen gemeinsamen Sohn hatte. Sie arbeitete weiter als Journalistin, engagierte sich in der zionistischen Weltorganisation (OSF) und in der Liga gegen Antisemitismus. 1988 wurde sie zum Ritter des Nationalordens der Ehrenlegion ernannt.
Rachel Cheigam starb am 23. März 2018 im Alter von 101 Jahren in Garches.

## Schriften
- Portrait d’une résistante. In: Monique-Lise Cohen, Jean-Louis Dufour (Hrsg.): Les Juifs dans la Résistance. Éditions Tiresias, Paris 2001, ISBN 2908527782.